# Matt Lucas
Matthew Richard Lucas (Londra, 5 marzo 1974) è un attore britannico.
È noto soprattutto per aver lavorato, assieme a David Walliams, nello show per la tv Little Britain.
Nel maggio 2007 è stato inserito all'ottavo posto nella lista dei 100 gay e lesbiche più influenti del Regno Unito.
Lucas è dichiaratamente omosessuale e il 17 settembre del 2006 ha contratto matrimonio civile con il produttore televisivo Kevin McGee, da cui ha divorziato nel 2008.

## Biografia
Matt Lucas nasce in una famiglia ebrea e cresciuto a Stanmore.
Ha studiato nella prestigiosa Haberdasher's Aske's Boys' School nello stesso periodo di altre celebrità inglesi ben note, come, ad esempio, l'attore Sacha Baron Cohen.
Finiti gli studi, va a studiare arte drammatica all'Università di Bristol, dove verrá nominato honorary Doctor of Letters nel 2017.

## Carriera artistica
L'associazione di Lucas con Vic Reeves e Bob Mortimer comincia nel 1992. Due anni dopo Lucas appare nello show inglese The Smell of Reeves and Mortimer. La seconda stagione di questo show mostra Lucas in molti sketch. Il personaggio che lo porta alle vette del successo è George Dawes, il bambino gigante, che avrebbe fatto una serie di gag senza senso e insulti mentre sedeva e suonava una batteria giocattolo. Molte di queste parti furono introdotte non nello stile di un neonato, ma di un uomo adulto o, altre volte, di un uomo vestito come Elton John. Lucas appare anche in altri panni, come ad esempio quelli di Marjorie Dawes, la mamma di George, che poi apparirà anche in Little Britain nel ruolo della dietista rozza e volgare.
Lucas ha scritto, tra gli altri, anche per Sacha Baron Cohen, l'interprete di Ali G e Borat. Era solito collaborareper la squadra di calcio del Chelsea come addetto alle vendite nel vecchio negozio della squadra. Appare anche in molti video musicali, tra cui quello della canzone dei Pet Shop Boys I'm with Stupid. Nel 2010, ha partecipato al musical Les Miserables, nel live per il venticinquesimo anniversario della rappresentazione che si è tenuto all'O2 Arena di Londra, nella parte del signor Thenardier.
Ha fatto delle comparsate anche al cinema, in cui si ricorda, tra le altre, l'apparizione nel film L'alba dei morti dementi, dove impersonava il cugino dell'amica di Shaun, Yvonne. Ha interpretato PincoPanco e PancoPinco nell'Alice di Tim Burton.
Dal 2015 interpreta Nardole, compagno di viaggio del Dottore nella serie televisiva britannica Doctor Who.

## Little Britain
Little Britain è certamente l'opera più conosciuta di Matt Lucas, e anche quella di maggior successo. Concepita originariamente come show radiofonico, divenne presto una serie TV che ha vinto numerosi premi e vanta anche il titolo di serie che ha venduto più copie del dvd.
Tra i personaggi più famosi dello show impersonati da Matt Lucas ci sono il finto disabile Andy Pipkin, la teenager Vicky Pollard, l'omosessuale omofobico Daffyd Thomas e la dietista insensibile Marjorie Dawes.

## Curiosità
- Lucas soffre di alopecia fin dall'infanzia, avendo perso tutti i capelli già a sei anni. In varie interviste ha sostenuto che questo fatto deriverebbe da un insieme di cause, tra le quali persino una reazione ritardata a un incidente avuto all'età di quattro anni[1].

## Filmografia

### Cinema
- Plunkett & Macleane, regia di Jake Scott (1999)
- Surrealissimo: The Trial of Salvador Dali, regia di Richard Curson Smith (2002)
- Captain V (2002)
- L'alba dei morti dementi (Shaun of the Dead), regia di Edgar Wright (2004)
- Alice in Wonderland, regia di Tim Burton (2010)
- Infedele per caso (The Infidel), regia di Josh Appignanesi (2010)
- Le amiche della sposa (Bridesmaids), regia di Paul Feig (2011)
- Small Apartments, regia di Jonas Åkerlund (2012)
- In Secret, regia di Charlie Stratton (2013)
- The Harry Hill Movie, regia di Steve Bendelack (2013)
- The Look of Love, regia di Michael Winterbottom (2013)
- Paddington, regia di Paul King (2014)
- Alice attraverso lo specchio (Alice Through the Looking Glass), regia di James Bobin (2016)
- La ragazza del punk innamorato (How to Talk to Girls at Parties), regia di John Cameron Mitchell (2017)
- Polar, regia di Jonas Åkerlund (2019)
- Wonka, regia di Paul King (2023)
- Il gladiatore II (Gladiator II), regia di Ridley Scott (2024)

### Televisione
- The Imaginatively Titled Punt & Dennis Show – serie TV (1994-1995)
- The Smell of Reeves and Mortimer – serie TV (1993-1995)
- Shooting Stars – serie TV (1995–2009)
- Mash and Peas – serie TV (1996)
- Sunnyside Farm – serie TV (1997)
- It's Ulrika! – film TV (1997)
- Barking – serie TV (1998)
- You Are Here – film TV (1998)
- Bang, Bang, It's Reeves and Mortimer – serie TV (1999)
- Sir Bernard's Stately Homes – serie TV (1999)
- Rock Profile – serie TV (1999–2009)
- Fun at the Funeral Parlour – serie TV (2001)
- Randall & Hopkirk – serie TV (2001)
- Little Britain – serie TV (2003–2007)
- Catterick – serie TV (2004)
- Monkey Trousers – serie TV (2005)
- French and Saunders – serie TV (2004)
- Look Around You – serie TV (2002-2005)
- Casanova – miniserie TV (2005)
- I disastri di Re Artù (King Arthur's Disasters) – serie animata (2005-2006)
- Popetown – serie animata (2006)
- The Wind in the Willows – film TV (2006)
- Gavin & Stacey – serie TV (2007)
- Neighbours – serie TV (2007)
- Kath & Kim – serie TV (2007)
- Little Britain USA – serie TV (2007)
- Kröd Mändoon and the Flaming Sword of Fire – serie TV (2009)
- Funny or Die Presents – serie TV (2010)
- Les Misérables in Concert: The 25th Anniversary – musical (2010)
- Kröd Mändoon and the Flaming Sword of Fire – serie TV, 6 episodi (2009)
- Little Britain – serie TV, 23 episodi (2003-2011)
- Come Fly with Me – serie TV, 6 episodi (2010-2011)
- Portlandia – serie TV (2012–2013)
- Community – serie TV (2013)
- Super Fun Night – sitcom (2013)
- Paddington – serie TV (2014)
- Fresh Off the Boat – serie TV (2015)
- Doctor Who – serie TV (2015–2017)
- Man Seeking Woman – sitcom (2015)

### Doppiaggio
- Astro Boy, regia di David Bowers (2009)
- Gnomeo e Giulietta (Gnomeo and Juliet), regia di Kelly Asbury (2011)
- Rex - Un cucciolo a palazzo (The Queen's Corgi), regia di Ben Stassen (2019)
- Missing Link, regia di Chris Butler (2019)

## Doppiatori italiani
Nelle versioni in italiano delle opere in cui ha recitato, Matt Lucas è stato doppiato da:
- Edoardo Stoppacciaro in Alice in Wonderland, Alice attraverso lo specchio, La ragazza del punk innamorato, Wonka, Il gladiatore II
- Luigi Ferraro in Le amiche della sposa, Paddington, Polar
- Corrado Conforti in Doctor Who
- Luca Sandri in Community
- Fabrizio Vidale in Small Apartments

Da doppiatore è sostituito da:
- Furio Corsetti in Astro Boy
- Luigi Morville in Gnomeo e Giulietta
- Oliviero Dinelli in Legends of Tomorrow
- Luigi Ferraro in Rex - Un cucciolo a palazzo
- Edoardo Stoppacciaro in Missing Link